# Verzekeringspolis
Een polis is een door de verzekeraar afgegeven akte waarin de verzekeringsovereenkomst schriftelijk of digitaal wordt vastgelegd. In Nederland is wettelijk bepaald dat de verzekeraar de polis zo spoedig mogelijk af moet geven. De polis bestaat doorgaans uit een polisblad met bijlagen die de polisvoorwaarden en speciale clausules bevatten.
Op het polisblad zal doorgaans worden opgenomen:
- De gegevens van de verzekeraar(s);
- De gegevens van de verzekerde;
- De gegevens van de verzekeringnemer;
- De omschrijving van het verzekerde risico;
- De ingangsdatum;
- De verzekeringsduur;
- De hoogte van de premie;
- Het verzekerde bedrag;
- Het eventuele eigen risico.

## Herkomst van het woord
Hoewel het Nederlandse woord polis overeenkomt met het Griekse woord voor stad (polis, denk aan metropool en Persepolis) is het daar niet van afgeleid.
Het woord polis komt namelijk van het oud Italiaanse polizza (ontvangstbewijs), wat weer afkomstig is van het Latijnse pollicitatio (belofte, overeenkomst).